# Skjult
Skjult är en norsk skräckfilm från 2009 i regi av Pål Øie, med Kristoffer Joner, Cecilie A. Mosli, Bjarte Hjelmeland och Marko Iversen Kanic i rollerna.

## Handling
En ung man, Kai Koss (KK), vänder motvilligt tillbaka till sin hemstad, 19 år efter att han rymde från sin fruktansvärda mor. Modern är nu död, och KK har ärvt det förfallna huset han växte upp i. Han önskar bara att reda upp arvet så att han kan lämna stället. Men med arvet följer en rad mörka hemligheter.

## Rollista
| Kristoffer Joner      | – Kai Koss          |
| Cecilie A. Mosli      | – Sara              |
| Bjarte Hjelmeland     | – Frode             |
| Marko Iversen Kanic   | – Roy               |
| Anders Danielsen Lie  | – Peter             |
| Karin Park            | – Miriam            |
| Eivind Sander         | – Anders            |
| Arthur Berning        | – Svenna            |
| Agnes Karin Haaskjold | – Kai Koss mamma    |
| Andreas Haugsbø       | – Kai Koss som barn |
| Marius Rusti          | – Peter som barn    |
| Julie Rusti           | – Anne              |
| Jon Sigve Skard       | – Stian             |
| Elisabeth Lillevik    | – Peters mamma      |
| Are Strand            | – Peters pappa      |